# ذبيبينة أوشيرية
ذبيبينة أوشيرية (الاسم العلمي:Moluccella aucheri) هي نوع من النباتات يتبع جنس الذبيبينة من الفصيلة الشفوية. سمي هذا النوع تكريما لعالم النبات الفرنسي پيير مارتان ريمي أوشيه-إلوا (بالفرنسية: Pierre Martin Rémi Aucher-Éloy)‏.